# 锡利夫里

锡利夫里

锡利夫里，古希臘時期名為西利布里亞，是土耳其伊斯坦堡的39個區之一，位於伊斯坦堡西南角，與恰塔爾賈、大切克梅傑毗鄰。面積894平方公里，人口137,861人。